# بروس فيشر (ملحن)
بروس فيشر (بالإنجليزية: Bruce Fisher)‏ هو ملحن ومغن مؤلف أمريكي، ولد في 8 يناير 1951.

## وصلات خارجية
- بروس فيشر على موقع IMDb (الإنجليزية)
- بروس فيشر على موقع ميوزك برينز (الإنجليزية)
- بروس فيشر على موقع قاعدة بيانات برودواي على الإنترنت (الإنجليزية)
- بروس فيشر على موقع أول ميوزيك (الإنجليزية)
- بروس فيشر على موقع ديسكوغز (الإنجليزية)